# Fortuna Tessera (quadrangle)

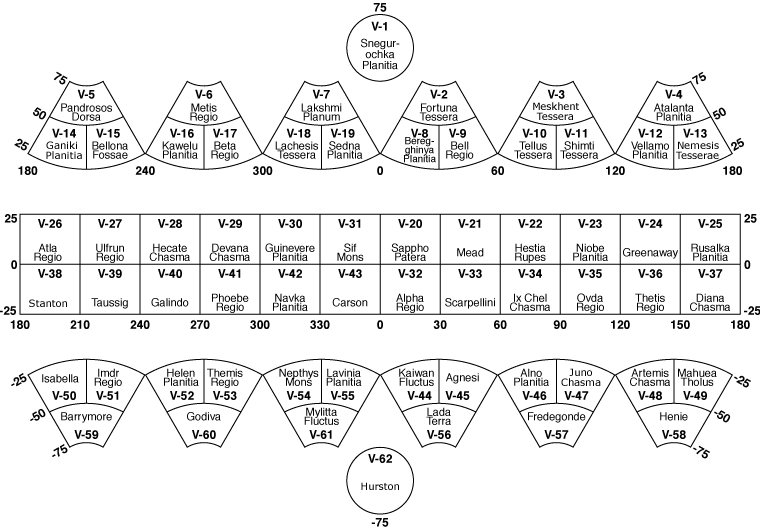
Quadrangles op Venus op schaal 1 : 5.000.000

Fortuna Tessera (V–2; breedtegraad 50°–75° N, lengtegraad 0°–60° E) is een quadrangle op de planeet Venus. Het is een van de 62 quadrangles op schaal 1 : 5.000.000. Het quadrangle werd genoemd naar de gelijknamige tessera die op zijn beurt genoemd werd naar Fortuna, de Romeinse godin van het toeval of het lot.

## Geologische structuren in Fortuna Tessera
Chasma
- Baba-Jaga Chasma
- Daura Chasma
- Hina Chasma
- Kozhla-Ava Chasma
- Lasdona Chasma
- Mežas-Mate Chasma
- Morana Chasma
- Mots Chasma
- Varz Chasma

Coronae
- Haumea Corona
- Nepret Corona

Dorsa
- Auska Dorsum
- Aušrā Dorsa
- Kamari Dorsa
- Salme Dorsa
- Semuni Dorsa

Fossae
- Manto Fossae
- Sigrun Fossae
- Valkyrie Fossae

Inslagkraters
- Baker
- Cleopatra
- Frida
- Goeppert-Mayer
- Hamuda
- Roptyna
- Rossetti
- Wynne

Montes
- Maxwell Montes
- Skadi Mons

Paterae
- Anning Paterae
- Pocahontas Patera

Planitiae
- Audra Planitia

Terrae
- Ishtar Terra

Tesserae
- Fortuna Tessera
- Laima Tessera

Valles
- Anuket Vallis
- Belisama Vallis